# Maurice Blanc (1804-1865)
Pour les articles homonymes, voir Maurice Blanc et Blanc (homonymie).
Maurice Blanc (italianisé en Maurizio Blanc), né le 30 avril 1804 et mort le 10 juillet 1865 à Faverges, est un homme politique de Savoie, puis du Second Empire.

## Biographie

### Origines
Maurice-Antoine Blanc naît le 30 avril 1804, à Faverges, dans le département français du Mont-Blanc. Le duché de Savoie a été annexé par la France en 1792. Il est le fils de Hyacinthe Richard Blanc (1773-1828), notaire royal à Faverges, et de Marie Anne Perret (1782-1845). Il est également le neveu du baron Nicolas Blanc.
Il se marie, en 1831, avec Amélie Delphin (1812-1882), fille de Nicolas Delphin, propriétaire-rentier de Lyon et d'Amélie Picquet.

### Carrière politique
La Constitution de 1848 ouvre de nouvelles perspectives politiques. Il est élu député de Savoie, représentant le collège d'Ugine à la Chambre des députés du parlement du royaume de Sardaigne à Turin, lors des IVe (décembre 1849 à novembre 1853) et Ve législatures (décembre 1853). Il démissionne cependant à la fin de l'année 1854. Il est remplacé par Antoine Mathieu. Il se représente lors de la VIIe législature de 1860, à la veille de l'Annexion de la Savoie à la France.
En 1854, il devient syndic de Faverges et reste en place jusqu'en 1859. Il est également conseiller provincial du Genevois.

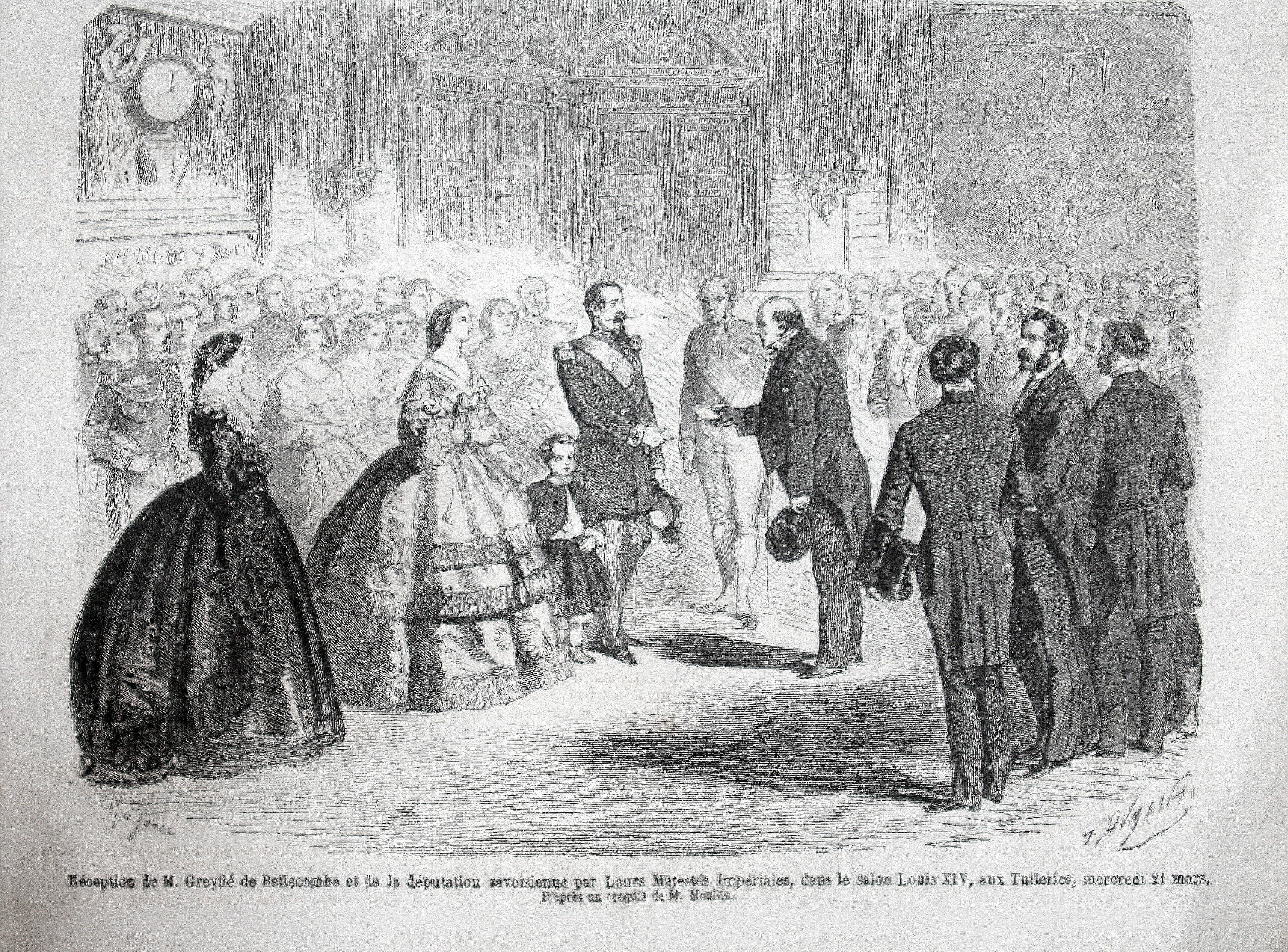
Croquis de M. Moulin, paru dans Le Monde Illustré, journal hebdomadaire, no 155, 31 mars 1860. Commentaire : Réception de M. Greyfié de Bellecombe et de la députation savoisienne par Leurs Majestés Impériales, dans le salon Louis XIV, aux Tuileries, mercredi 21 mars.

Il fait partie de la délégation de 41 savoisiens favorables à l'Annexion de la Savoie à la France, envoyée auprès de l'Empereur. La délégation menée par le comte Amédée Greyfié de Bellecombe, comprend pour la province de Chambéry le député d'Aix Gustave de Martinel, les conseillers provinciaux Louis Bérard, Ernest de Boigne, les barons Frédéric d'Alexandry d'Orengiani et Louis Girod de Montfalcon, ainsi que Charles Bertier, Alexis Falcoz, Pierre-Louis Besson, l'avocat Antoine Bourbon, le docteur Dardel, Jacques Prosper Degaillon, Charles François, Jacques Prosper Degaillon, Félix Gruat, Pierre Viviand, Savey-Guerraz et le major de la Garde nationale Vuagnat. La province d'Annecy est représentée par les députés Albert-Eugène Lachenal, Joseph Ginet (Rumilly) et Jacques Replat (Annecy), accompagnés par Claude Bastian (ancien député de Saint-Julien), Dufour, le baron Jules Blanc (Faverges), François Bétrix (directeur de la Banque de Savoie), le docteur Descotes, Magnin, Masset, Alexis Rollier. À noter que le Chablais, plutôt favorable à un rapprochement avec la Suisse voisine n'envoie que Édouard Dessaix, Félix Jordan, François Ramel et Gustave Folliet. Le duché de Savoie est réunis à la France à la suite du traité de mars 1860.
Il est conseiller général du département de la Haute-Savoie, pour le canton de Faverges, au lendemain de l'Annexion et ce jusqu'à sa mort.
Maurice Blanc meurt le 10 juillet 1865 à Faverges. Son corps est inhumé dans le carré BLANC du cimetière de Faverges.

## Décorations
Maurice Blanc a été fait :
- Chevalier de l'ordre des Saints-Maurice-et-Lazare
- Chevalier de la Légion d'honneur[Quand ?]

## Référence
1. 1 2 3 4  François Miquet, « Les représentants de la Savoie au Parlement sarde », Revue savoisienne, vol. XI - série II, no 36,‎ 1895, p. 251 (lire en ligne).
2. ↑  Lyon 93, L'industrialisation lyonnaise au XIXe siècle : du grand commerce à la grande industrie, vol. 2, Université de Lyon, 1977, 1254 p., p. 57.
3. 1 2  Roger Devos et Pierre Broise, Histoire d'Ugine, vol. 48, Académie salésienne, 1975, 532 p., p. 387.
4. ↑  Le conseiller provincial, créé en 1841-1824, est choisi sur une liste de notables propriétaires les plus imposés et se préoccupent avec les autres conseilleurs des besoins et intérêts de la province.
5. ↑  Régine Boisier, Adrien : Fils de paysan, appelé l'aristo, La Fontaine de Siloé, 2003, 363 p., p. 190.
6. ↑  Danièle Nicoud, sous la direction d'Elisabeht Rabut, directeur des Archives départementales de la Haute-Savoie, « Inventaire des archives de la préfecture relatives aux plébiscites et élections », sur site des Archives départementales de la Haute-Savoie - archives.cg74.fr, 2011 (consulté le 15 mars 2015).
7. ↑  « Liste des membres du Conseil général de la Haute-Savoie », Rapports et délibérations / Conseil général de la Haute-Savoie (1862), p. 3 (lire en ligne).